# Willy Thieme
Willy Thieme (* 23. April 1912 in Zürich, Schweiz; † 17. Oktober 1979) war ein deutscher Politiker (SPD).

## Leben und Beruf
Nach dem Besuch der Oberrealschule absolvierte Thieme eine kaufmännisch-technische Ausbildung und bildete sich in sozialwissenschaftlichen Studien fort. Von 1939 bis 1942 nahm er als Soldat am Zweiten Weltkrieg teil. Später war er als Betriebsleiter und Geschäftsführer im Siedlungswesen und in der Landmaschinentechnik tätig. 1949/50 war er Organisator der Elektromesse München.

## Partei
Thieme war Mitglied der SPD.

## Abgeordneter
Thieme war von 1950 bis 1958 Mitglied des Bayerischen Landtages. Dem Deutschen Bundestag gehörte er von 1953 bis 1957 an. Er war über die Landesliste der SPD Bayern ins Parlament eingezogen.

## Öffentliche Ämter
Thieme amtierte von 1946 bis 1948 als Landrat des Kreises Wolfratshausen. Von 1966 bis 1978 war er Bürgermeister von Wolfratshausen.